# Jacques Wittebol
Jacob Christiaan (Jacques) Wittebol (Nieuwer-Amstel, 23 juni 1893 – Amsterdam, 29 oktober 1969) was een Nederlands biljarter. Hij nam in seizoen 1934–1935 deel aan het nationale kampioenschap driebanden in de ereklasse.

## Deelname aan Nederlandse kampioenschappen in de Ereklasse
| Nr. | Kampioenschap        | Plaats  | Klassering | Alg. gemiddelde |
| --- | -------------------- | ------- | ---------- | --------------- |
| 1.  | Driebanden 1934–1935 | Tilburg | 10e        | 0,416           |